# Christoph Mick
Christoph Mick (Bolzano, 2 agosto 1988) è un ex snowboarder italiano.

## Biografia
Nato a Bolzano nel 1988, partecipa alle prime gare internazionali nel 2003, a 15 anni.
Nel 2005 è 4° nello snowboard cross al Festival olimpico della gioventù europea di Monthey, in Svizzera e 13° nello slalom gigante parallelo ai Mondiali juniores di Zermatt, sempre in Svizzera.
Il 15 gennaio 2006, a 17 anni, debutta in Coppa del Mondo, nello slalom gigante parallelo a Plan de Corones. Nello stesso anno  è 15° nello slalom gigante parallelo e 30° nello snowboard cross ai Mondiali juniores di Vivaldi Park, in Corea del Sud.
Ai Mondiali juniores del 2007, a Bad Gastein, in Austria, arriva 10º nello slalom parallelo e 48° nello slalom gigante parallelo, mentre l'anno successivo, in Valmalenco, riesce a vincere una medaglia, l'argento nello slalom parallelo, dove è battuto solo dal bulgaro Radoslav Jankov. Nella stessa competizione termina 11° nello slalom gigante parallelo.
Nel 2011 prende parte ai Mondiali di La Molina, in Spagna, concludendo al 14º posto nello slalom gigante parallelo e al 34° nello slalom parallelo.
2 anni dopo, alla competizione iridata di Stoneham, in Canada, termina 30° nello slalom parallelo.
A 25 anni partecipa ai Giochi olimpici di Soči 2014, nelle gare di slalom parallelo e slalom gigante parallelo. In entrambe non riesce a qualificarsi per la fase ad eliminazione diretta, terminando rispettivamente 20° in 1'00"22 e 28° in 1'48"25.
Il 9 gennaio 2015 ottiene il suo primo podio in Coppa del Mondo, arrivando 2º nello slalom parallelo a Bad Gastein, in Austria. Qualche giorno dopo termina 11° nello slalom parallelo ai Mondiali di Kreischberg, in Austria. A dicembre dello stesso anno, il 19, vince per la prima volta in Coppa del Mondo, primeggiando nello slalom parallelo a Cortina d'Ampezzo.
Nel 2017 prende parte al suo 4° Mondiale, sulla Sierra Nevada, in Spagna, concludendo 24º nello slalom gigante parallelo e 31° nello slalom parallelo.
A giugno 2018, all'età di 29 anni, decide di lasciare l'attività agonistica, per dedicarsi ai figli e al ristorante di famiglia. Termina con una medaglia ai Mondiali juniores e 3 podi in Coppa del Mondo, con 2 vittorie e 1 secondo posto. I migliori piazzamenti nelle classifiche di Coppa del Mondo di snowboard sono un 6° in Coppa del Mondo di parallelo nel 2016, un 3° in Coppa del Mondo di slalom parallelo: nel 2017 e un 7° in Coppa del Mondo di slalom gigante parallelo: nel 2016.

## Palmarès

### Mondiali juniores
- 1 medaglia:
  - 1 argento (slalom parallelo a Valmalenco 2008)

### Coppa del Mondo
- Miglior piazzamento nella Coppa del Mondo di parallelo: 6° nel 2016
- Miglior piazzamento nella Coppa del Mondo di slalom parallelo: 3º nel 2017
- Miglior piazzamento nella Coppa del Mondo di slalom gigante parallelo: 7° nel 2016
- 3 podi:
  - 2 vittorie
  - 1 secondo posto

#### Coppa del Mondo - vittorie
| Data             | Località          | Nazione | Spec. |
| ---------------- | ----------------- | ------- | ----- |
| 19 dicembre 2015 | Cortina d'Ampezzo | Italia  | PSL   |
| 10 gennaio 2017  | Bad Gastein       | Austria | PSL   |

Legenda:

PSL = Slalom parallelo